# Tarasy rolne

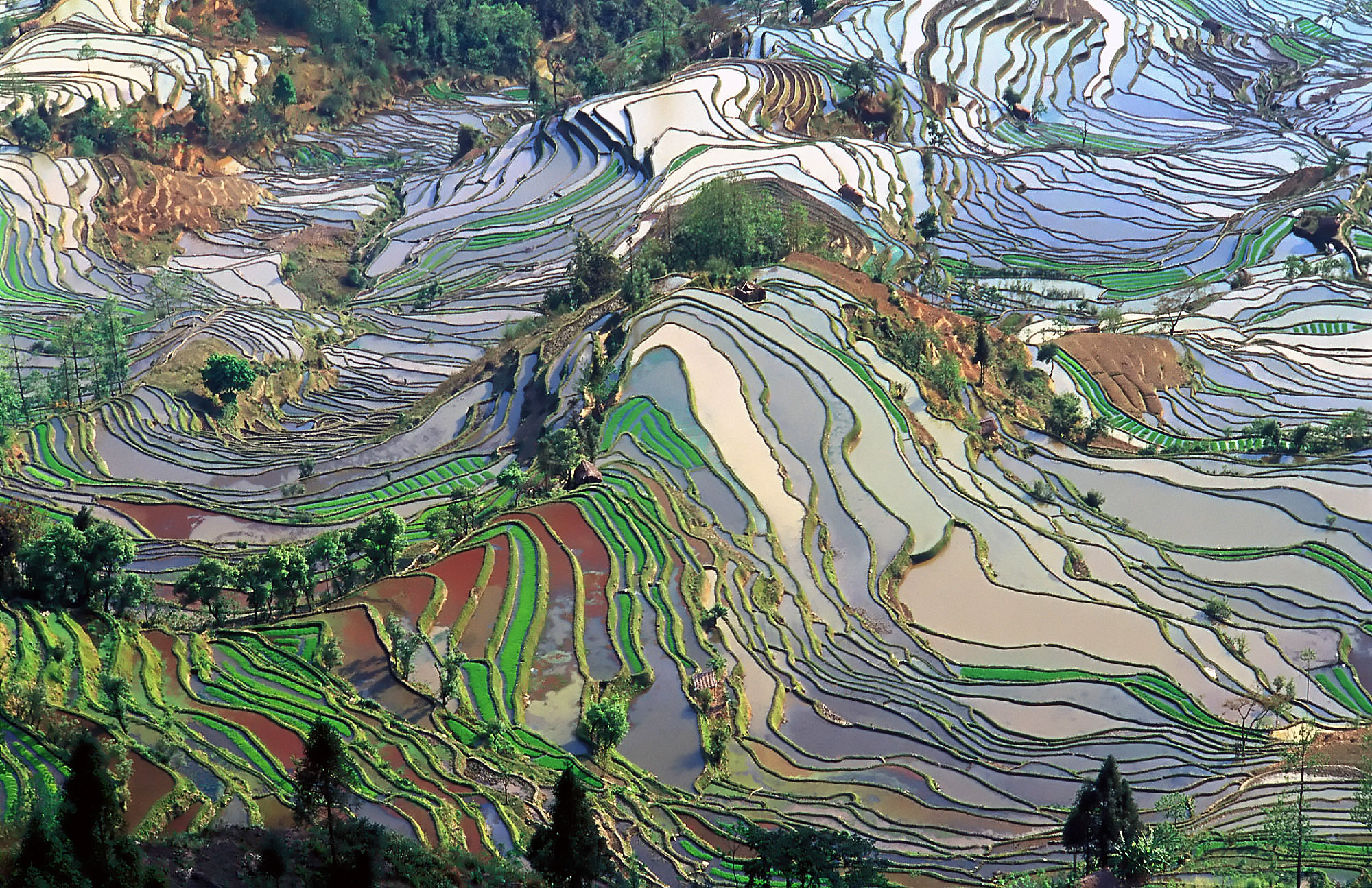
Tarasowe pola w prowincji Junnan w Chinach

Tarasy rolne (pola tarasowe) – poziome pola w formie schodkowo ułożonych stopni tworzone na stokach górskich w celu zwiększenia powierzchni uprawnych i utrzymania wody na polu.
Pola tarasowe, na których uprawia się ryż, są charakterystycznym elementem krajobrazu Chin.
Poprzeczny w stosunku do stoku układ tarasów zapobiega także erozji gruntu wywoływanej przez spływającą po stokach wodę.